# Bellerocheaceae
Famille
Les Bellerocheaceae sont une famille d'algues de l'embranchement des Bacillariophyta (Diatomées), de la classe des Mediophyceae et de l’ordre des Biddulphiales.

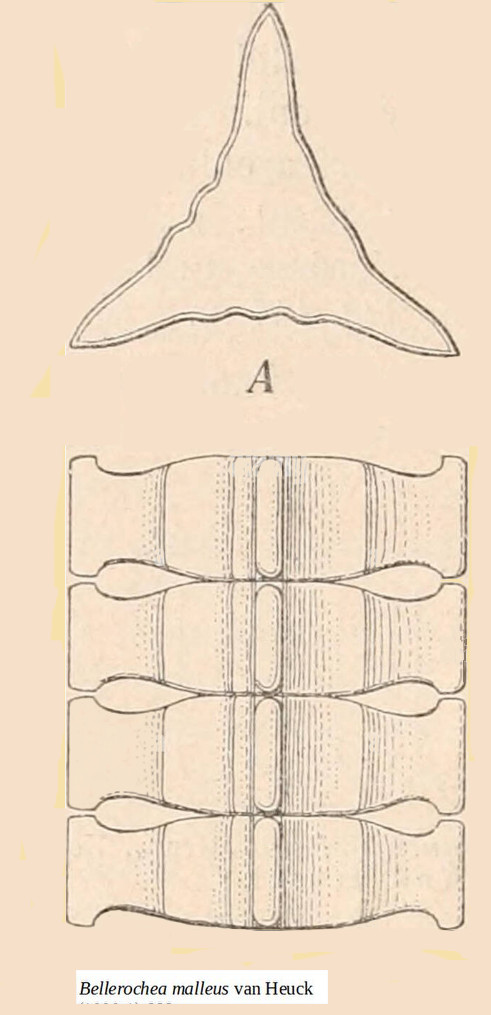
Bellerochea malleus (Engler & Prantl, 1900)

## Étymologie
Le nom de la famille vient du genre type Bellerochea, nommé en mémoire du Professeur anversois John Belleroche « diatomophile passionné ».

## Description
Le genre type Bellerochea se présente comme des cellules rectangulaires en vue de ceinture, faiblement silicifiées et jointes pour former de longs filaments dans lesquels existent de petits espaces inter-cellulaires dus à la courbure des faces valvulaires. De nombreux plastide sont visibles sous forme de petites plaques.
Les valves sont triangulaires (parfois bi- ou quadrangulaires) ; elles sont légèrement enfoncée au niveau des angles. Face et ceinture forment un maillage ouvert de côtes siliceuses rayonnant à partir d'un anneau central, ou n'atteignant même pas le centre  ; les costa forment parfois de petits tourbillons en forme de "C". Des côtes mineures relient les principales pour délimiter les aréoles ; aucun vela n'est visible. À la jonction entre la face de la valve et le manteau (mantle), une légère crête marginale est développée et aux angles de la valve, il y a ce qui semble être un ocelle (ocellus), avec des crêtes longitudinales distinctes. Les crêtes marginales s'imbriquent ou même fusionnent avec celles des cellules adjacentes. Des rimoportules (rimoportula/lae) assez délicates apparaissent au centre ou à la marge, munis de longs tubes externes. Les éléments du cingulum sont nombreux mais plus légèrement silicifiés que les valves.
Note : le vocabulaire ci-dessus (notamment les mots en italique), spécifique aux diatomées, est explicité dans un glossaire anglophone des diatomées.

## Distribution
Le genre type Bellerochea est une diatomée planctonique marine largement répandue.

## Liste des genres
Selon AlgaeBase (2 août 2022) :
- Bellerochea Van Heurck, 1885
- Climacodium Grunow, 1868
- Neostreptotheca von Stosch, 1977
- Subsilicea H.A.von Stosch & B.E.F.Reimann, 1970

## Systématique
Le nom correct complet (avec auteur) de ce taxon est Bellerocheaceae R.M.Crawford, 1990.

## Publication originale
- Round, F.E., Crawford, R.M. & Mann, D.G. (1990). The diatoms biology and morphology of the genera.  pp. [i-ix], 1-747. Cambridge: Cambridge University Press.